# Pinswang
Pinswang ist eine Gemeinde mit 421 Einwohnern (Stand 1. Jänner 2024) im Bezirk Reutte in Tirol (Österreich).

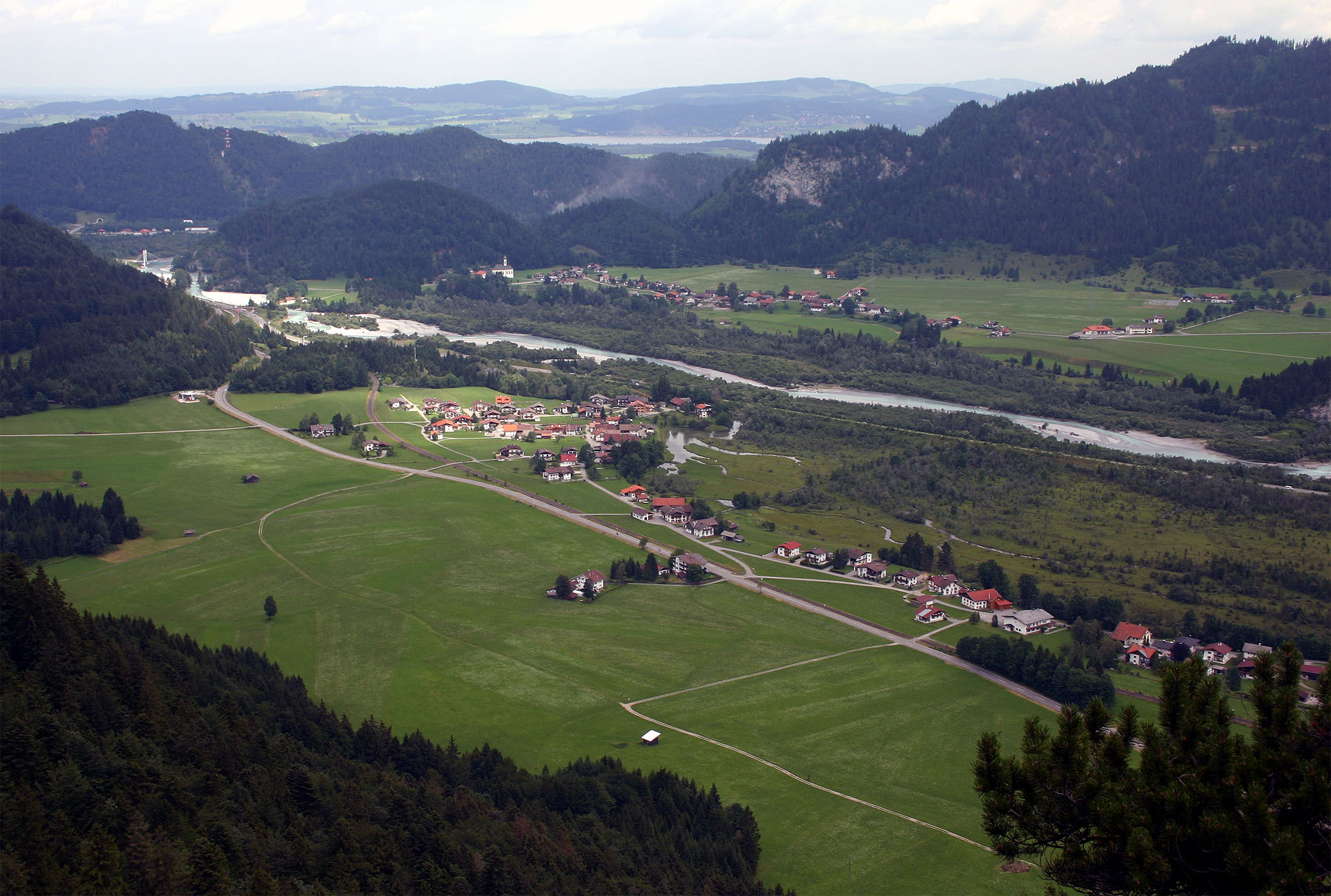
Blick von der „Achsel“ (~) auf Musau (diesseits des Lechs) und Unter-Pinswang (jenseits des Lechs)

## Geografie
Pinswang liegt auf der östlichen Seite einer beckenartigen Erweiterung des Lechs nördlich von Reutte. Der Lech bildet im Südwesten, Westen und Nordwesten die Gemeindegrenze. Der breite Talboden liegt auf rund 800 Meter über dem Meer. Von dort steigt das Land nach Osten bis auf 1200 Meter an.
Von den knapp zehn Quadratkilometer Fläche sind über 60 % bewaldet, 20 % werden landwirtschaftlich genutzt und mehr als 10 % sind Wasserfläche.

### Gemeindegliederung
Das Siedlungsgebiet ist aufgeteilt in die Ortsteile Oberpinswang, Unterpinswang und Weißhaus.
Das Gemeindegebiet umfasst folgende zwei Ortschaften (Einwohner Stand 1. Jänner 2024):
- Oberpinswang (135)
- Unterpinswang (286)

### Nachbargemeinden
|      | Füssen (Bayern)                             | Schwangau (Bayern) |
| Vils | Kompassrose, die auf Nachbargemeinden zeigt |                    |
|      | Musau                                       | Pflach             |

## Geschichte
Erstmals erwähnt wird der Ort als „Pinecwanc“ in einer Traditionsnotiz des Klosters Rottenbuch aus der Zeit 1101–1120. Der Name leitet sich im Bestimmungswort vom althochdeutschen Pinuz ab, was „Binse, Grasfläche mit Binsen“ bedeutet. Das Grundwort ist althochdeutsch Wang ‚Feuchtwiese, Wiesenhang‘. Bereits um 200 v. Chr. war das Gebiet von Pinswang von Kelten bewohnt. Die Römerstraße Via Claudia Augusta, von der noch ein Teilstück am Kratzer begehbar ist, führte durch das Gemeindegebiet. Unterhalb des Burgschrofens befindet sich die Höhlenburg Schloss Loch. Ein Schalenstein lässt darauf schließen, dass der überhängende Felsen schon Menschen in der Steinzeit Schutz geboten hat.

### Bevölkerungsentwicklung
| Pinswang: Einwohnerzahlen von 1869 bis 2024         | Pinswang: Einwohnerzahlen von 1869 bis 2024 | Pinswang: Einwohnerzahlen von 1869 bis 2024 | Pinswang: Einwohnerzahlen von 1869 bis 2024 | Pinswang: Einwohnerzahlen von 1869 bis 2024 |
| --------------------------------------------------- | ------------------------------------------- | ------------------------------------------- | ------------------------------------------- | ------------------------------------------- |
| Jahr                                                |                                             |                                             |                                             | Einwohner                                   |
| 1869                                                | 1869                                        |                                             | 224                                         | 224                                         |
| 1880                                                | 1880                                        |                                             | 242                                         | 242                                         |
| 1890                                                | 1890                                        |                                             | 236                                         | 236                                         |
| 1900                                                | 1900                                        |                                             | 264                                         | 264                                         |
| 1910                                                | 1910                                        |                                             | 233                                         | 233                                         |
| 1923                                                | 1923                                        |                                             | 239                                         | 239                                         |
| 1934                                                | 1934                                        |                                             | 241                                         | 241                                         |
| 1939                                                | 1939                                        |                                             | 265                                         | 265                                         |
| 1951                                                | 1951                                        |                                             | 280                                         | 280                                         |
| 1961                                                | 1961                                        |                                             | 317                                         | 317                                         |
| 1971                                                | 1971                                        |                                             | 306                                         | 306                                         |
| 1981                                                | 1981                                        |                                             | 364                                         | 364                                         |
| 1991                                                | 1991                                        |                                             | 407                                         | 407                                         |
| 2001                                                | 2001                                        |                                             | 444                                         | 444                                         |
| 2011                                                | 2011                                        |                                             | 417                                         | 417                                         |
| 2021                                                | 2021                                        |                                             | 414                                         | 414                                         |
| 2024                                                | 2024                                        |                                             | 421                                         | 421                                         |
| Quelle(n): Statistik Austria, Gebietsstand 1.1.2021 |                                             |                                             |                                             |                                             |

## Kultur und Sehenswürdigkeiten

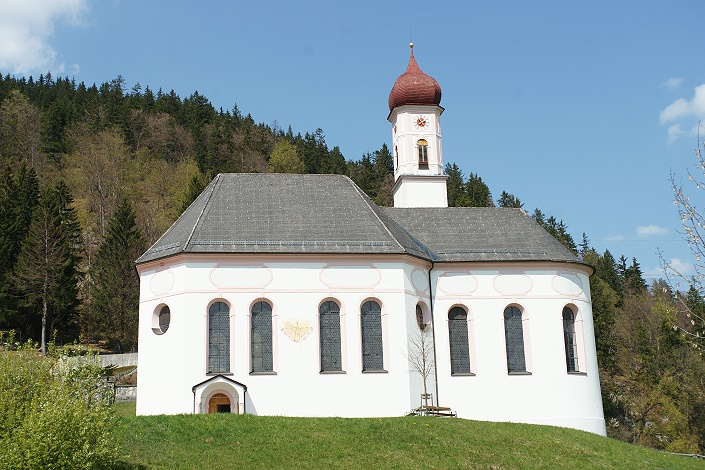
Pfarrkirche Pinswang

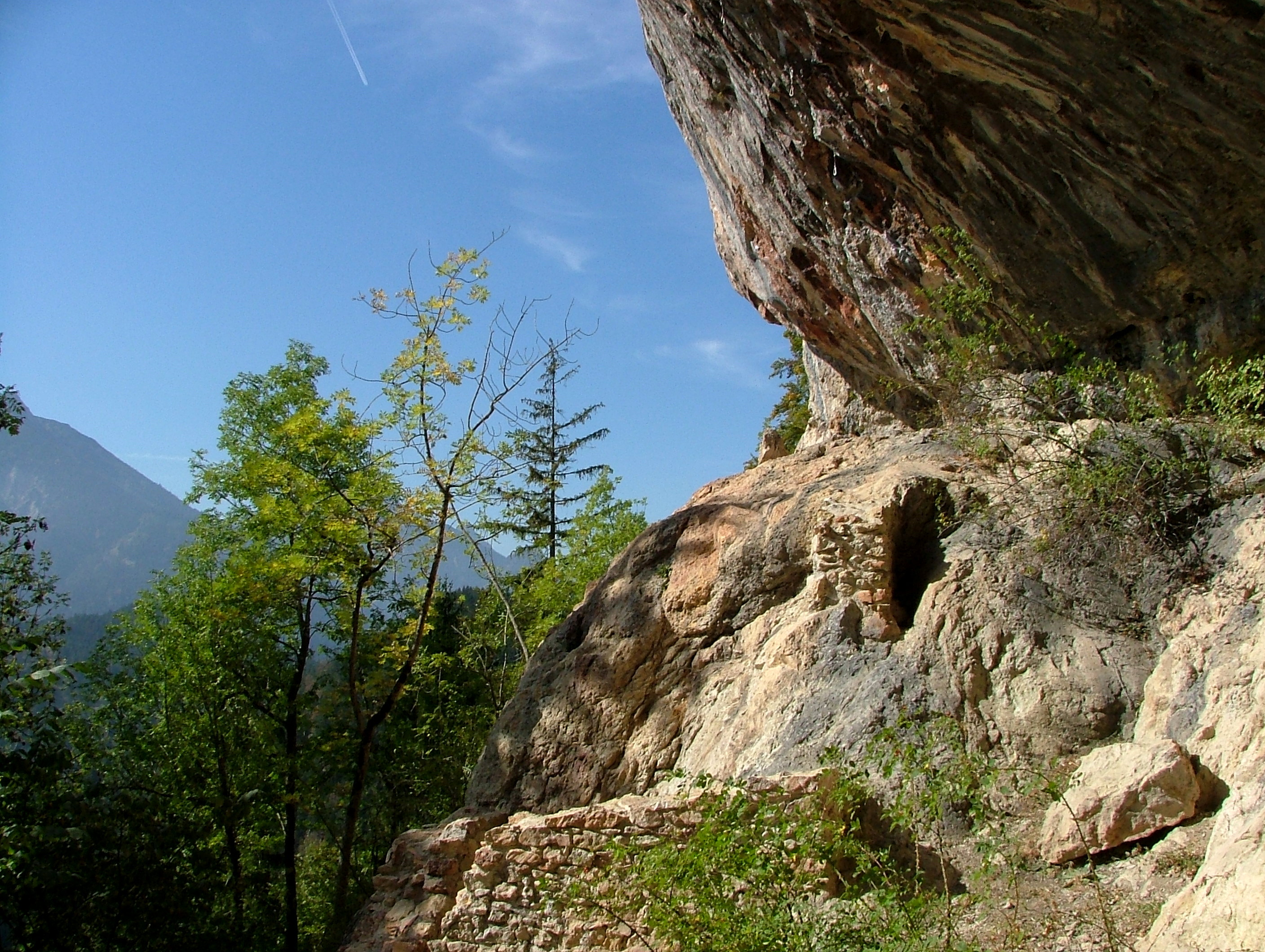
Burgruine Loch

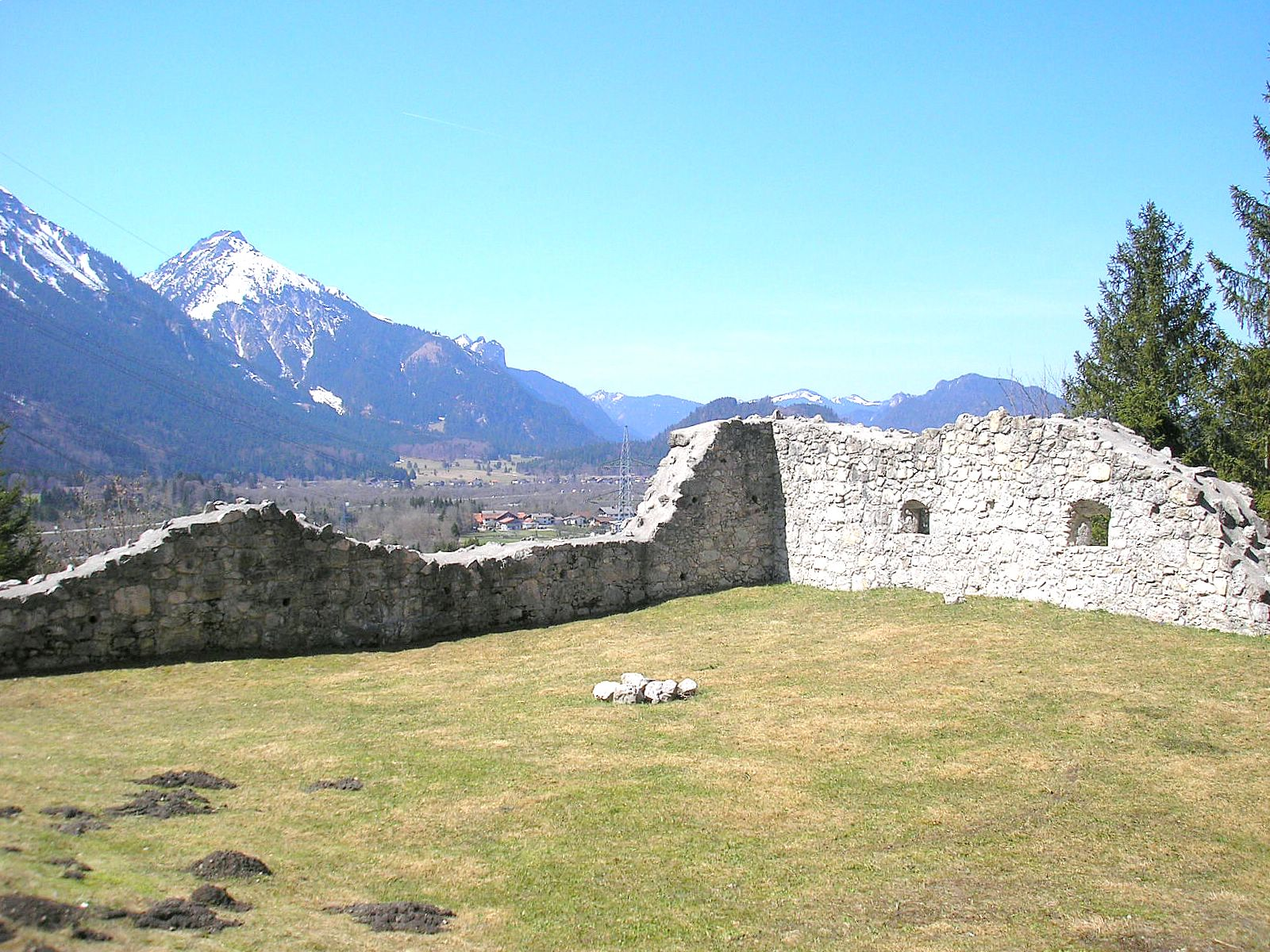
Vorwerke der Burg Ehrenberg

- Katholische Pfarrkirche Pinswang hl. Ulrich: Der barocke Zentralbau wurde 1725–1729 nach Plänen von Johann Georg Fischer erbaut. Die Fresken wurden 1729 von Johann Heel gemalt.
- Burgruine Burg Loch: Die Burg war eine von drei bekannten Höhlenburgen Nordtirols.
- Sternschanze am Kniepaß: Sie wurde zur Zeit des Dreißigjährigen Krieges erbaut und war ein Vorwerk der Burg Ehrenberg.

## Wirtschaft und Infrastruktur
Von den rund sechzig Arbeitsplätzen in Pinswang entfielen 2011 rund 20 % auf die Landwirtschaft, 15 % auf den Produktionssektor und knapp zwei Drittel auf Dienstleistungen.
Pinswang ist eine Auspendlergemeinde. Mehr als 80 % der 2011 dort lebenden Erwerbstätigen arbeiteten außerhalb der Gemeinde.
Im Südwesten verlaufen auf der linken Lechseite die Fernpassstraße B179 und die Bahnlinie Reutte-Kempten. Der Bahnhof Füssen ist rund sieben Kilometer entfernt.

## Politik

### Gemeinderat
In den Gemeinderat werden elf Mandatare gewählt:
| Partei                                                                          | 2010 | 2010    | 2016  | 2016    | 2022  | 2022    |
| Partei                                                                          | %    | Mandate | %     | Mandate | %     | Mandate |
| ------------------------------------------------------------------------------- | ---- | ------- | ----- | ------- | ----- | ------- |
| Gemeinsam für Pinswang                                                          | 100  | 11      |       |         |       |         |
| Liste für Pinswang                                                              |      |         | 30,28 | 3       | 43,50 | 5       |
| Gemeinsam für Pinswang – Bürgermeister Karl Wechselberger – Liste Wechselberger |      |         | 69,72 | 8       |       |         |
| Team Zukunft Pinswang – TZP                                                     |      |         |       |         | 56,50 | 6       |

### Bürgermeister
Bürgermeister von Pinswang ist Richard Wörle.

### Wappen
Der schwarze Zinnenbord im Gemeindewappen steht für die einstigen Wehranlagen, die drei grünen Binsen mit den goldenen Blütenständen weisen auf den alemannischen Ortsnamen hin.

## Persönlichkeiten
- Franz Xaver Kleinhans (1699–1776), Hofbaumeister des Rokoko im Hochstift Augsburg, der kirchliche wie weltliche Bauten und Renovierungen im Allgäu, aber auch in Schwaben und Tirol verantwortete.